# Провалар
Провалар (на гръцки: Σαχίνης, Копсис, до 1928 година Πραβαλάρ, Правалар) е бивше село в Гърция, част от дем Бук на област Източна Македония и Тракия.

## География
Селото е разположено североизточно от Драма и северно от Козлукьой (Платания).

## История
В началото на XX век селото е турско. По време на Балканските войни (1912 – 1913) селото се разпада. Обновено е в 1923 година, когато в селото са заселени няколко гръцки бежански семейства с 21 души. В 1928 година името на селото е сменено. 
В 1913 година има 254 жители, а в 1920 година – 157. След изселването на турците в средата на 20-те години по Лозанския договор в селото са заселени десетина гръцки семейства с 30 гърци бежанци, но скоро те го напускат. В 1927 година името на селото е сменено на Сахинис.
| Година    | 1913 | 1920 | 1928 | 1940 | 1951 | 1961 | 1971 | 1981 | 1991 | 2001 | 2011 | 2021 |
| --------- | ---- | ---- | ---- | ---- | ---- | ---- | ---- | ---- | ---- | ---- | ---- | ---- |
| Население |      |      | 21   |      |      |      |      |      |      |      |      |      |